# Ukraińska Armia Wyzwoleńcza
Ukraińska Armia Wyzwoleńcza (UAW, niem. Ukrainische Befreiungsarmee, UBA, ukr. Українське Визвольне Військо, Ukrainske Wyzwolne Wijsko, UWW) – istniejąca jedynie formalnie ukraińska formacja zbrojna podczas II wojny światowej.

## Historia
Ukraińska Armia Wyzwoleńcza została powołana w 1943 r. przez Naczelne Dowództwo Wehrmachtu. Na jej czele stanął gen. Mychajło Omelianowicz-Pawlenko, a funkcję szefa sztabu objął płk Petro Kryżaniwski. W jej skład mieli wejść Ukraińcy służący jako Hiwisi w oddziałach niemieckich i w niektórych batalionach policyjnych Schuma, jeńcy wojenni z Armii Czerwonej, członkowie Ukraińskiej Powstańczej Armii, ochotnicy ze wschodniej Ukrainy. Liczyła od 50 tys. w 1944, do 80 tys. żołnierzy w roku 1945.
Głównym celem utworzenia formacji było przeciwstawienie jej Rosyjskiej Armii Wyzwoleńczej (ROA), w której jednostkach służyło bardzo wielu Ukraińców. Za zgodą Niemców mogli oni przejść do UWW, np. tak zrobili wszyscy słuchacze pochodzenia ukraińskiego w liczbie 200 osób ze szkoły oficerskiej ROA w Saubersdorf, koło Wiener Neustadt w Austrii.
Dzięki silnemu poparciu gen. Ernsta Köstringa, odpowiedzialnego za formowanie tzw. legionów wschodnich (Ostlegionen), liczebność oddziałów UWW wzrosła do ok. 50 tys. ludzi pod koniec 1944 r., a następnie do ok. 80 tys. pod koniec wojny. W rzeczywistości Ukraińska Armia Wyzwoleńcza nigdy nie była jedną formacją, gdyż poszczególne oddziały wchodzące w jej skład działały samodzielnie lub w ramach większych jednostek niemieckich. Ponadto stacjonowały w różnych okupowanych krajach.

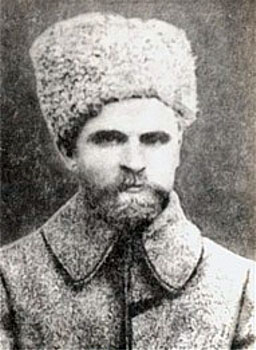
Gen. Mychajło Omelianowicz-Pawlenko

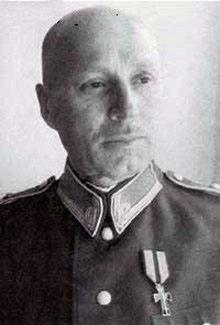
Gen. Pawło Szandruk

Na początku kwietnia 1945 r. część oddziałów UWW zgrupowanych w batalion została przyłączona do 2 Dywizji Ukraińskiej Armii Narodowej (UNA), utworzonej 17 marca 1945 roku, pod zwierzchnictwem generała Pawło Szandruka. Większość żołnierzy oddziałów UWW dostała się do niewoli sowieckiej i została zamordowana lub osadzona w łagrach. Ci, którzy weszli w skład 2. Dywizji UNA skapitulowali przed zachodnimi aliantami i nie zostali wydani Sowietom, podobnie jak Ukraińcy służący na zachodzie Europy, m.in. dzięki pomocy i zaangażowaniu generała Władysława Andersa.
Większość oddziałów UWW było umundurowanych w uniformy Wehrmachtu. Rozkazem z 29 kwietnia 1943 r. Ukraińcy mogli nosić pagony i patki, a także żółto-niebieską owalną kokardę i żółto-niebieską naszywkę na ramieniu ze znakami УВВ i tryzubem.

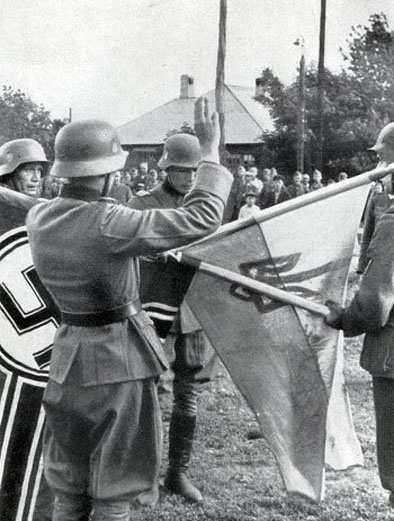
Żołnierze UAW składający przysięgę Hitlerowi